# رزی (فیلم ۲۰۱۳)
رزی (به آلمانی: Rosie) فیلمی درام انتشار یافته در ۲۴ ژانویه ۲۰۱۳ ساخته کشور سوئیس و به کارگردانی مارسل گیسلر است. این فیلم در بخش اصلی رقابت سی و پنجمین دوره جشنواره بین‌المللی فیلم مسکو رقابت کرد.